# Ceraia (dieren)
Ceraia is een geslacht van rechtvleugeligen uit de familie sabelsprinkhanen (Tettigoniidae). De wetenschappelijke naam van dit geslacht is voor het eerst geldig gepubliceerd in 1891 door Karl Brunner-von Wattenwyl.

## Soorten
Het geslacht Ceraia omvat de volgende soorten:
- Ceraia bicolorata Emsley & Nickle, 1969
- Ceraia capra Rehn, 1918
- Ceraia cornutoides Caudell, 1906
- Ceraia cotti Grant, 1964
- Ceraia cottica Grant, 1964
- Ceraia dentata Brunner von Wattenwyl, 1878
- Ceraia hemidactyla Rehn & Hebard, 1914
- Ceraia hemidactyloides Emsley & Nickle, 1969
- Ceraia hubbelli Emsley & Nickle, 1969
- Ceraia intermedia Márquez Mayaudón, 1958
- Ceraia liebermanni Grant, 1964
- Ceraia madeirensis Rehn, 1917
- Ceraia maxima Brunner von Wattenwyl, 1891
- Ceraia mytra Grant, 1964
- Ceraia nigropunctulata Chopard, 1918
- Ceraia para Grant, 1964
- Ceraia peraccae Griffini, 1896
- Ceraia piracicabensis Piza, 1950
- Ceraia pristina Grant, 1964
- Ceraia punctulata Brunner von Wattenwyl, 1878
- Ceraia santosi Emsley & Nickle, 1969
- Ceraia similis Caudell, 1906
- Ceraia simplaria Grant, 1964
- Ceraia striata Emsley & Nickle, 1969
- Ceraia surinamensis Brunner von Wattenwyl, 1891
- Ceraia tibialis Brunner von Wattenwyl, 1891
- Ceraia tibialoides Emsley & Nickle, 1969
- Ceraia tresmariae Piza, 1980
- Ceraia tuxtlaensis Márquez Mayaudón, 1964
- Ceraia ultra Grant, 1964
- Ceraia vicina Chopard, 1918